# La Cassa
Cet article possède un paronyme, voir Cassa.
La Cassa est une commune de la ville métropolitaine de Turin, dans le Piémont, en Italie.

## Administration
| Période                                  | Période  | Identité        | Étiquette | Qualité |
| ---------------------------------------- | -------- | --------------- | --------- | ------- |
| 9 février 2005                           | En cours | Giovanni Nepote |           | centre  |
| Les données manquantes sont à compléter. |          |                 |           |         |

### Hameaux
Truc di Miola.

### Communes limitrophes
Fiano, Varisella, Druento, Givoletto, San Gillio.